# جام زرین کورش

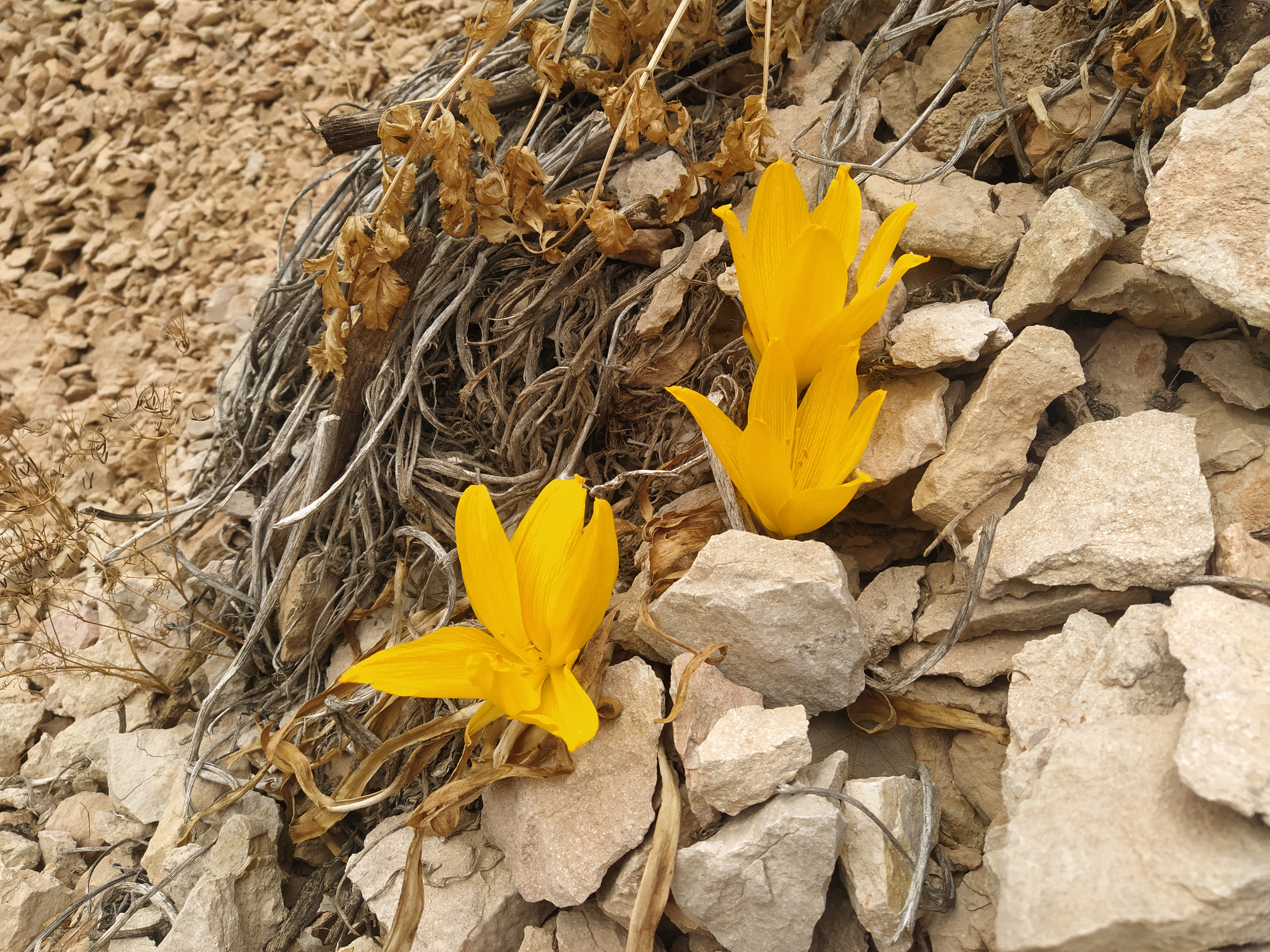
جام زرین کوروش در زاگرس

جام زرین کورش (نام علمی: Sternbergia clusiana) یکی از گونه‌های سردهٔ جام زرین است. ارتفاع گیاه ۸ سانتیمتر است. 

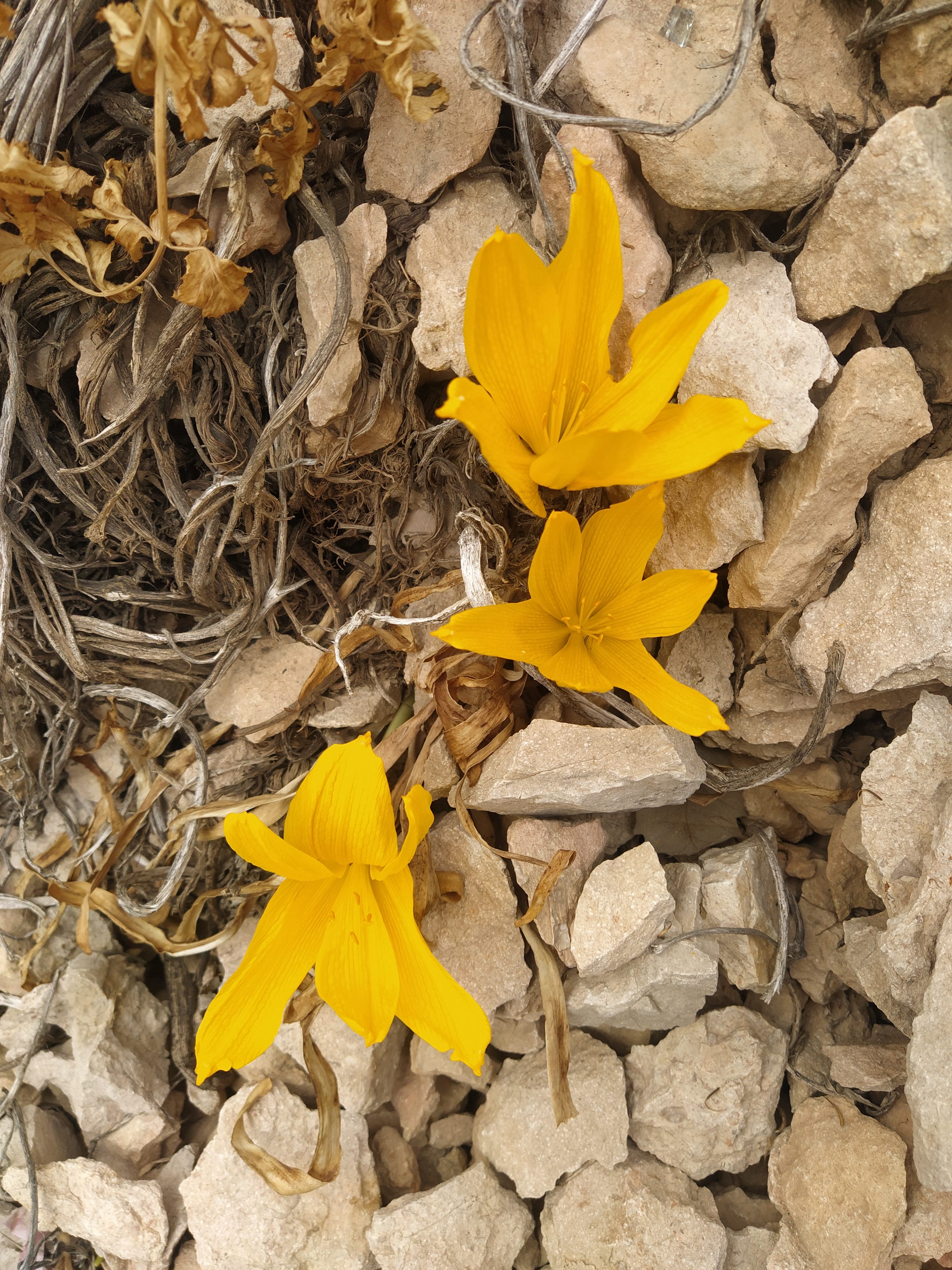
جام زرین کوروش در زاگرس

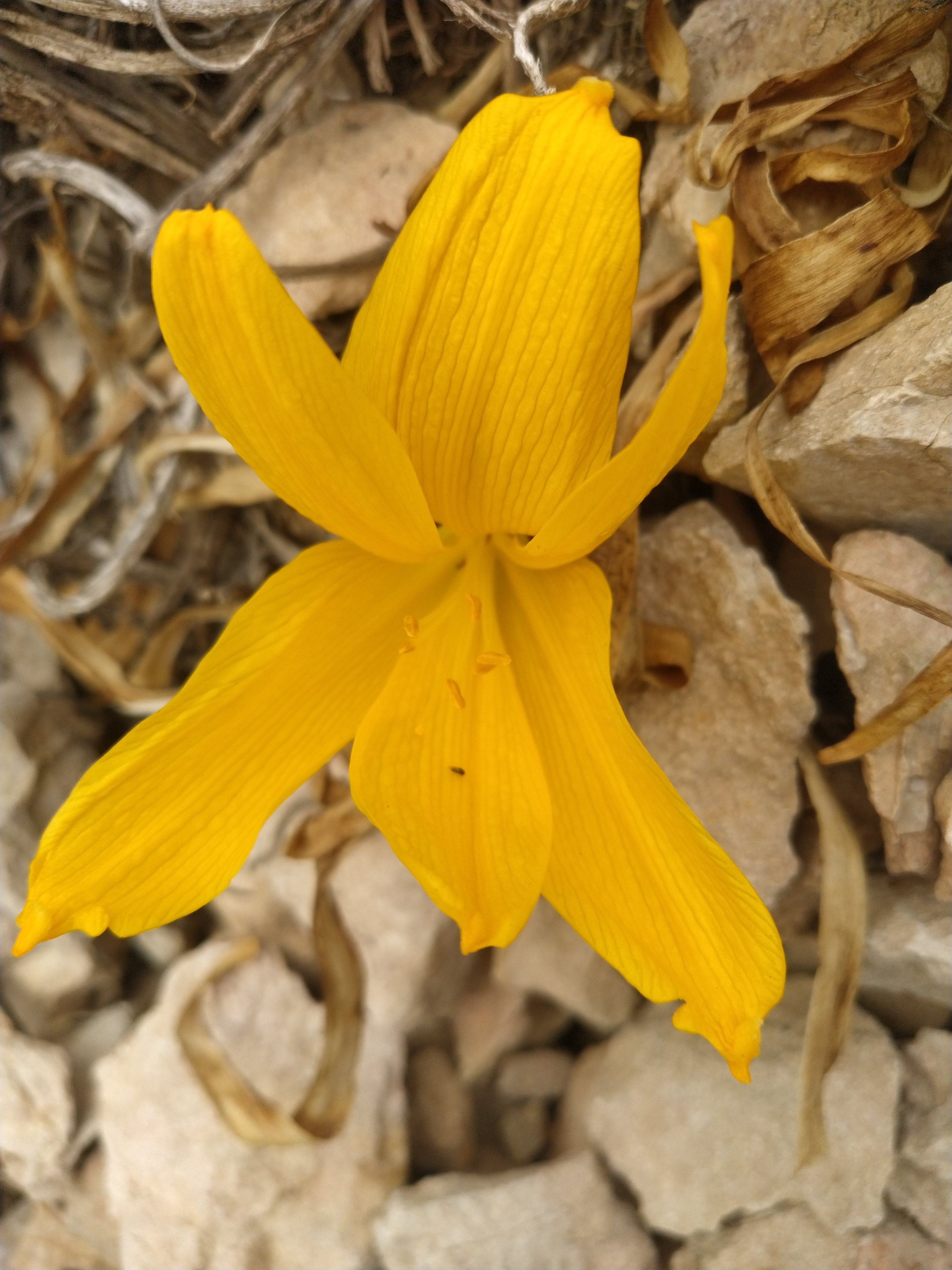
جام زرین کوروش خودرو، رشته کوه زاگرس

گل‌های زرد طلایی رنگ بزرگ واقع بر روی یک ساقه گل زیرزمینی، مانند گل حسرت در فصل پاییز ظاهر می‌گردند و در این هنگام هیچ گونه اثری از برگ مشاهده نمی‌شود. لولهٔ گل در این‌گونه به طول ۴ تا ۷ سانتی‌متر و لبه‌های آزاد آن بطول ۴ تا ۶ سانتیمتر و بعضی مواقع بلندتر است ۶ برگ آن ۱۰ تا ۲۰ میلی‌متر عرض داشته و همراه با میوه کپسول در بهار ظاهر می‌شود. این‌گونه در دامنه‌های خشک و سنگلاخی سلسله جبال زاگرس از ارومیه تا ناحیهٔ شیراز می‌روید. فصل گلدهی مهر و آبان ماه است.

## گونه‌های جام زرین در ایران
- جام زرین کورش (نام علمی: Sternbergia clusiana)
- جام زرین پائیزه (نام علمی: Sternbergia lutea)
- جام زرین گلستان (نام علمی: sternbergia fischeriana)

## نگارخانه

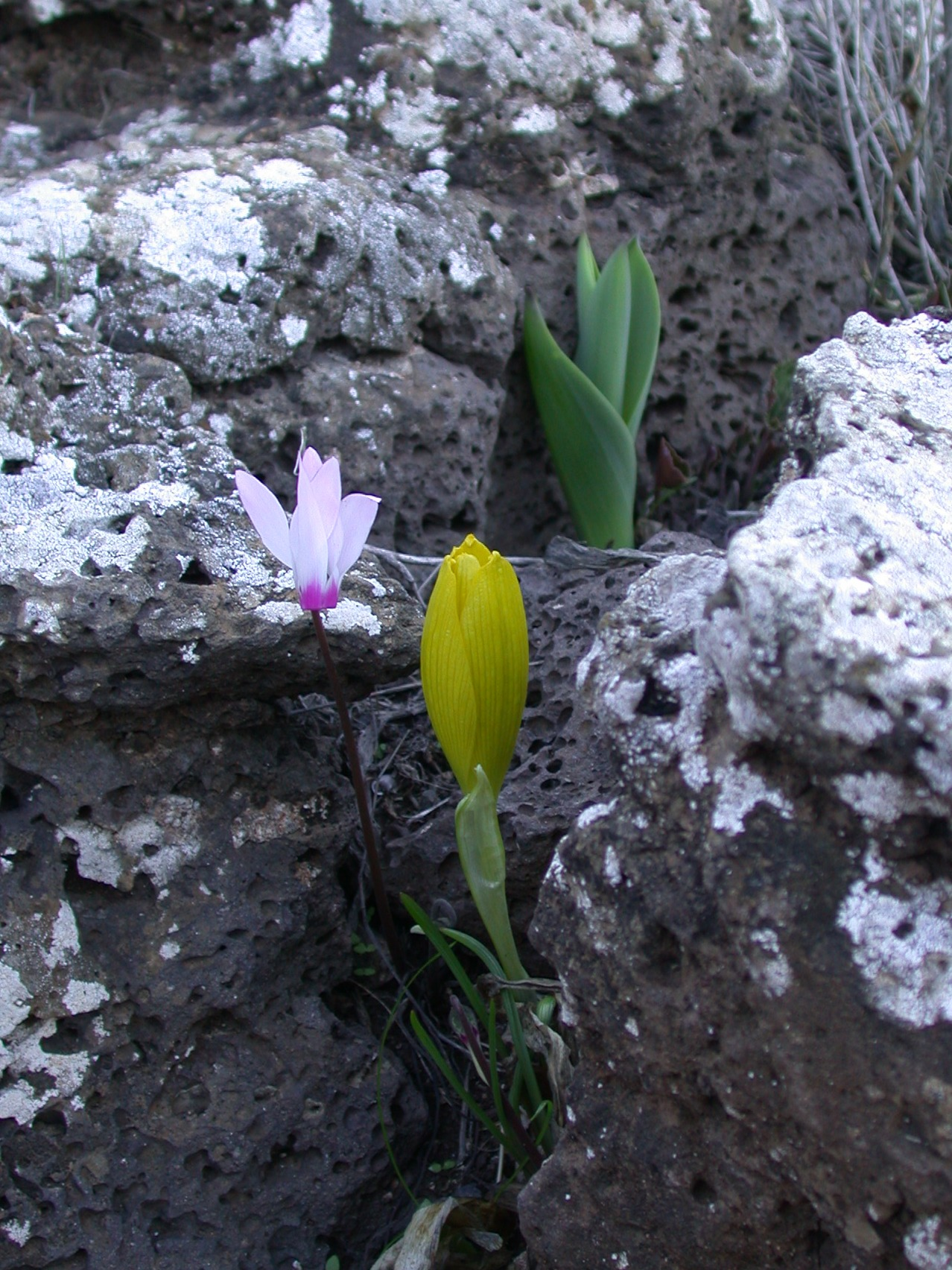
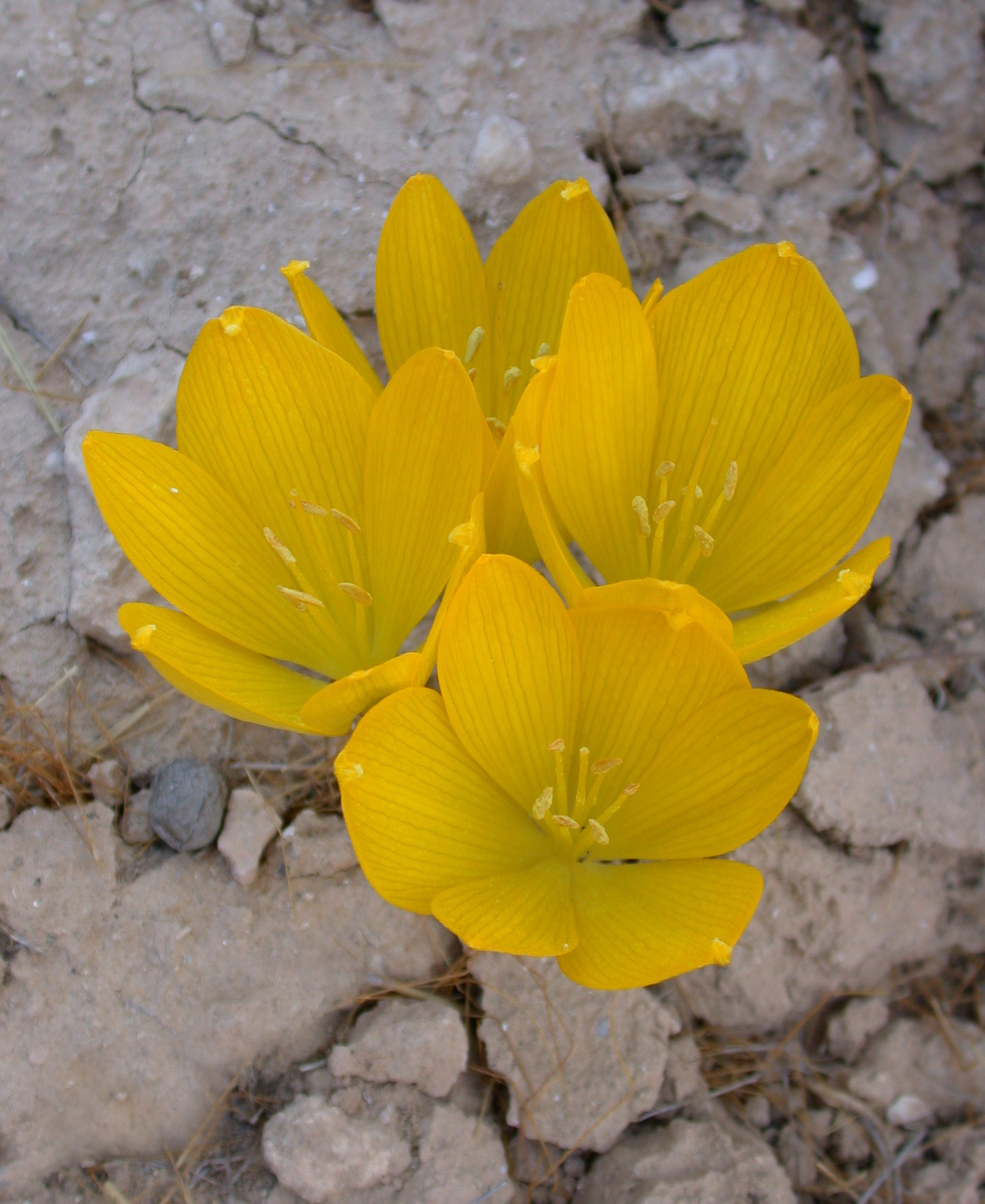
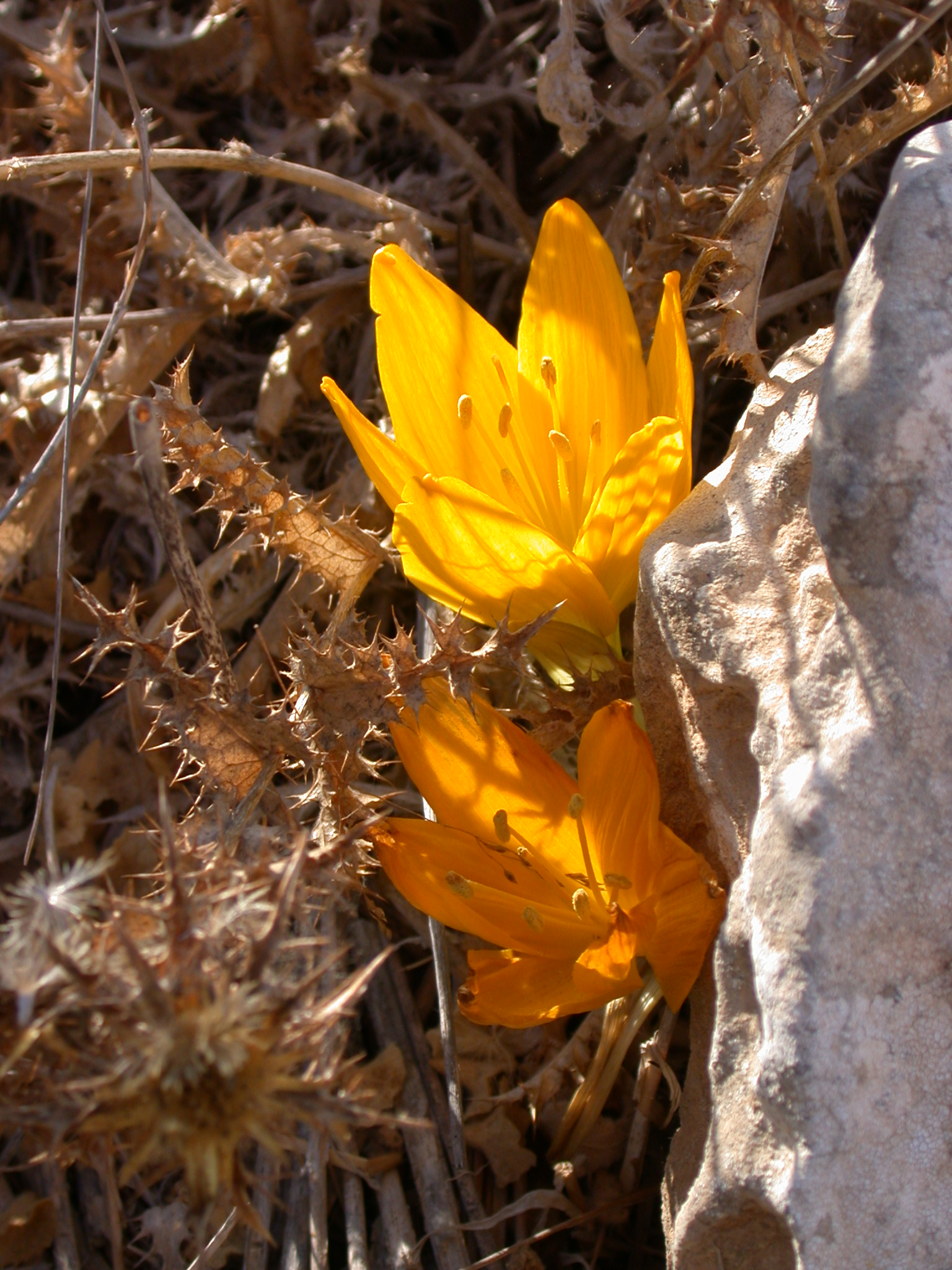
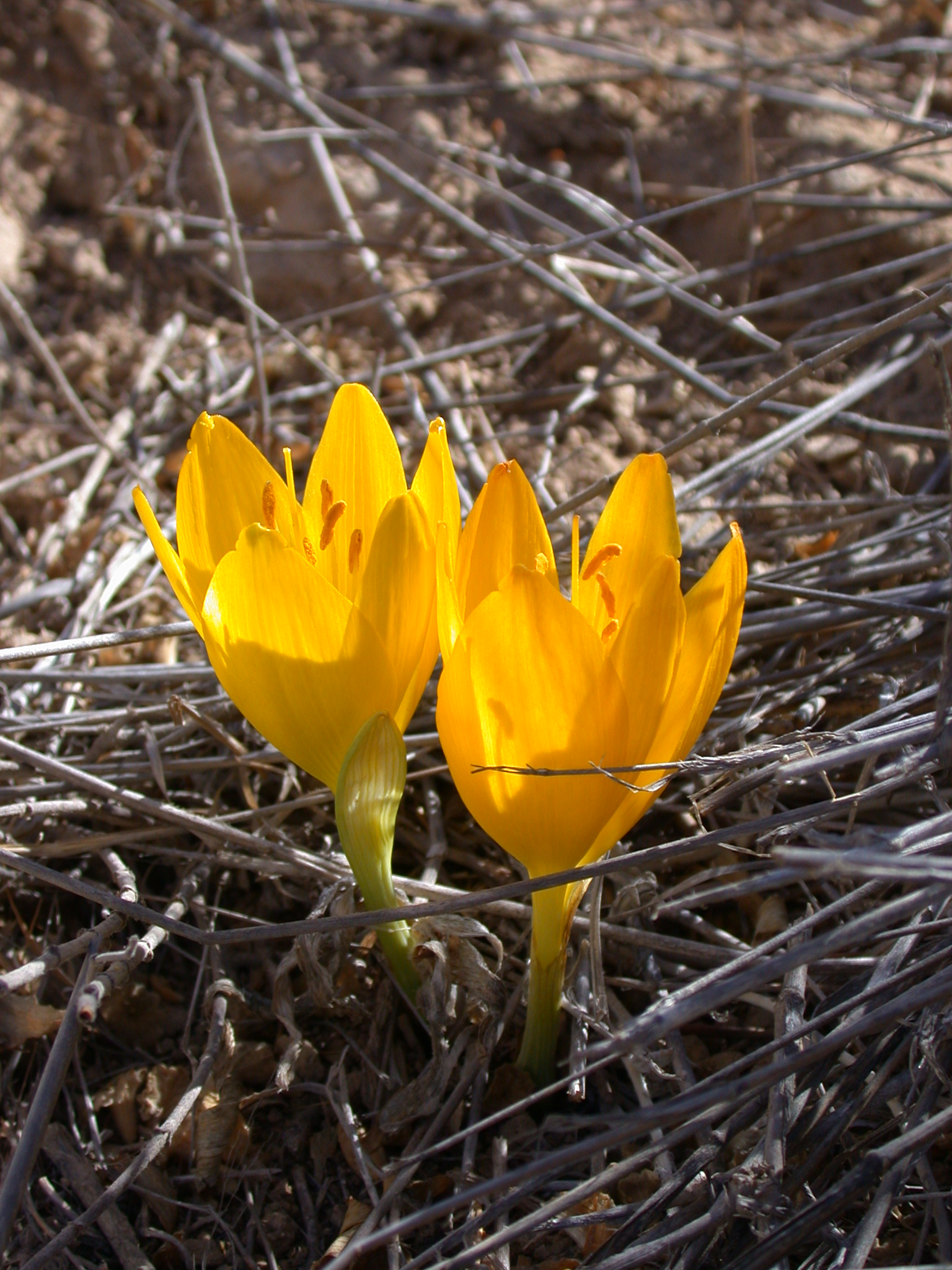
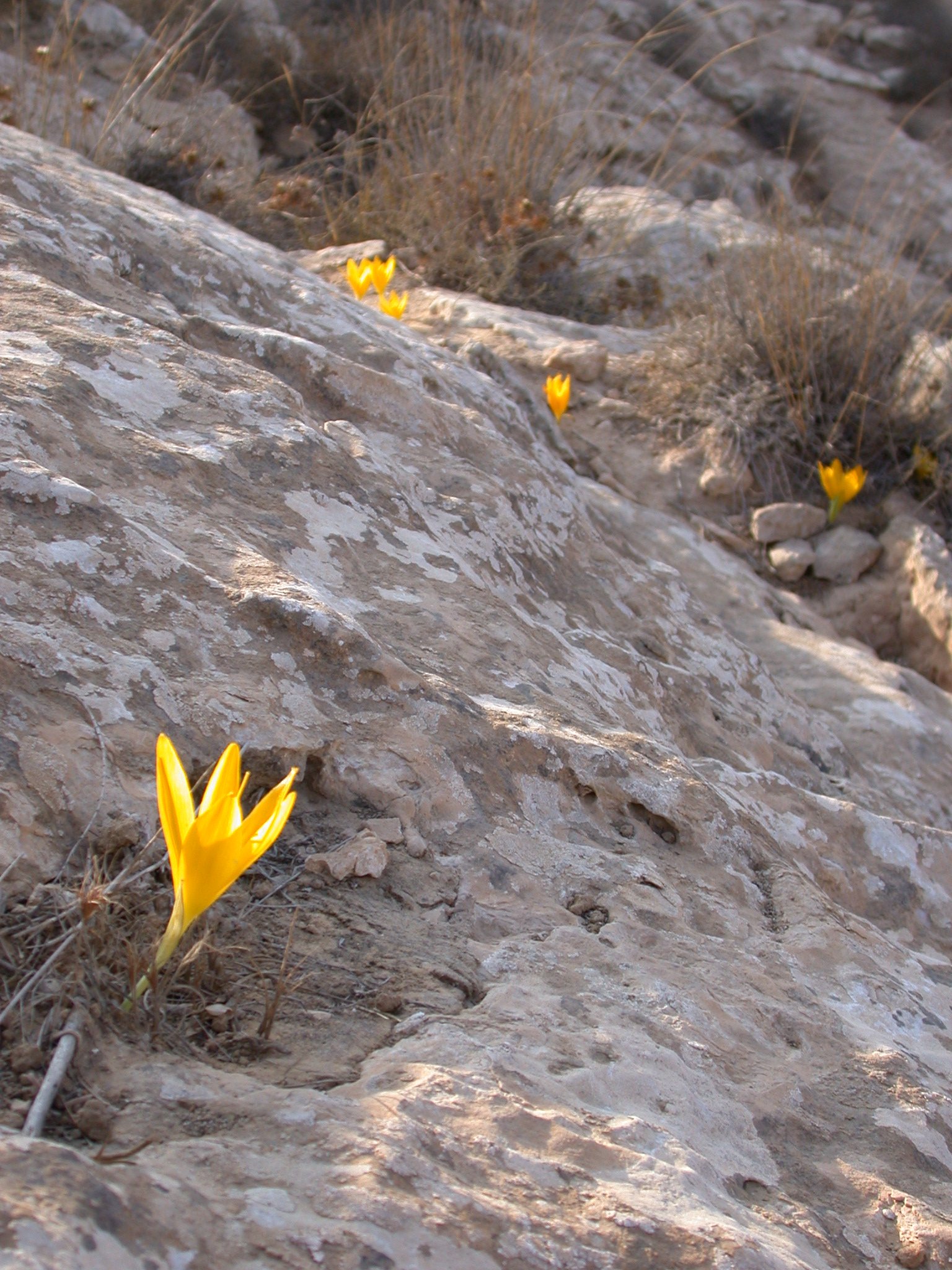
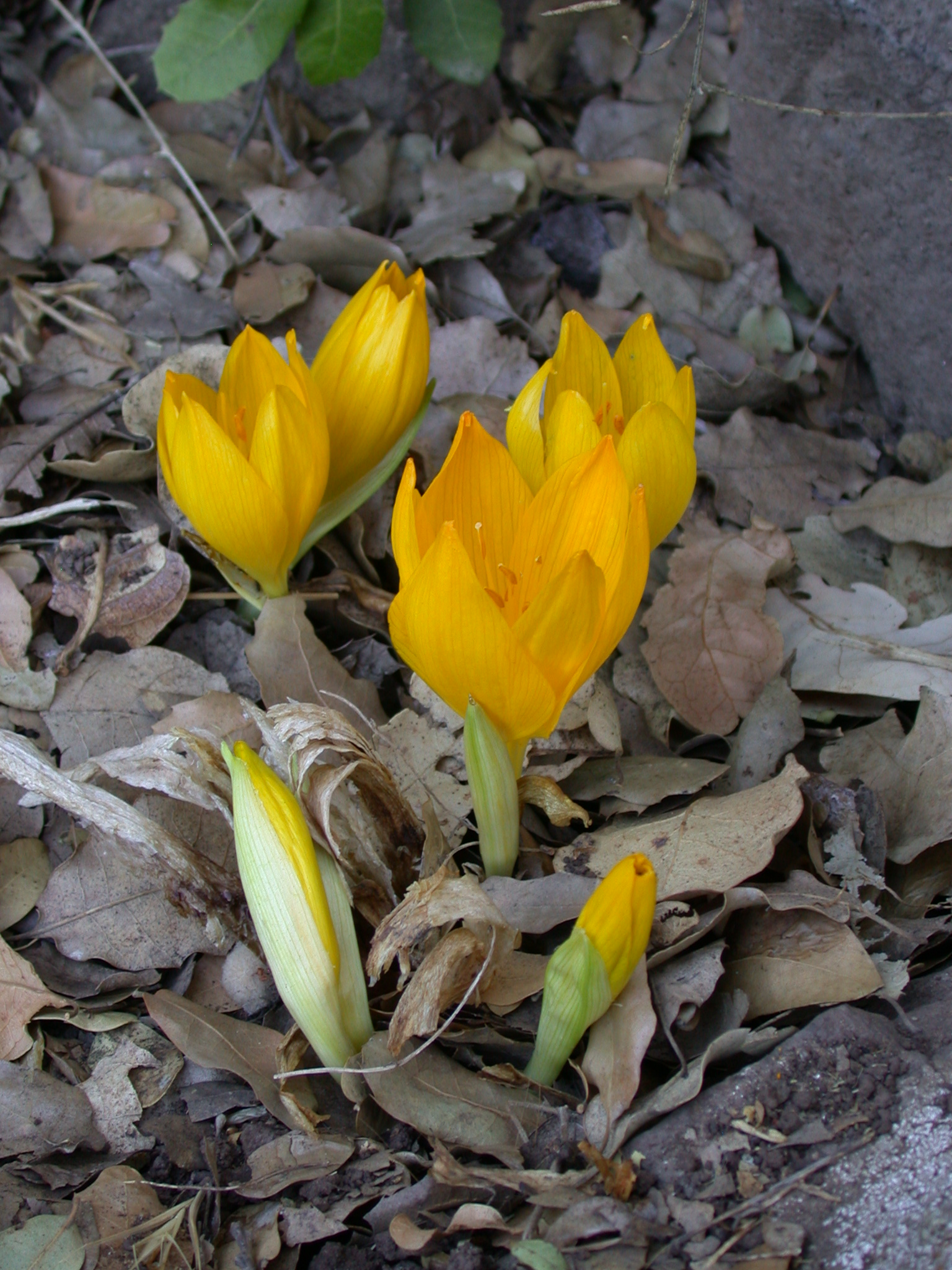
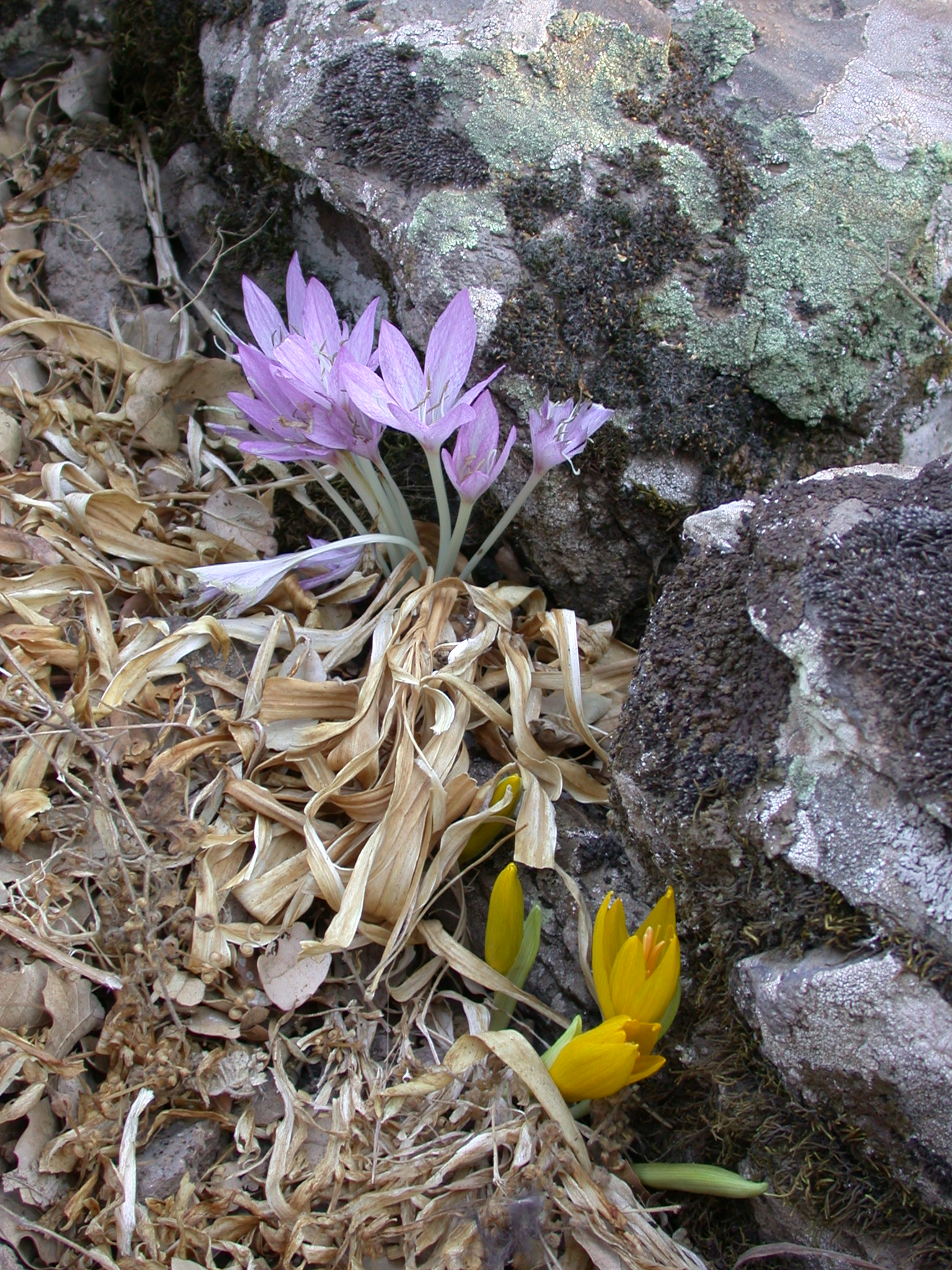
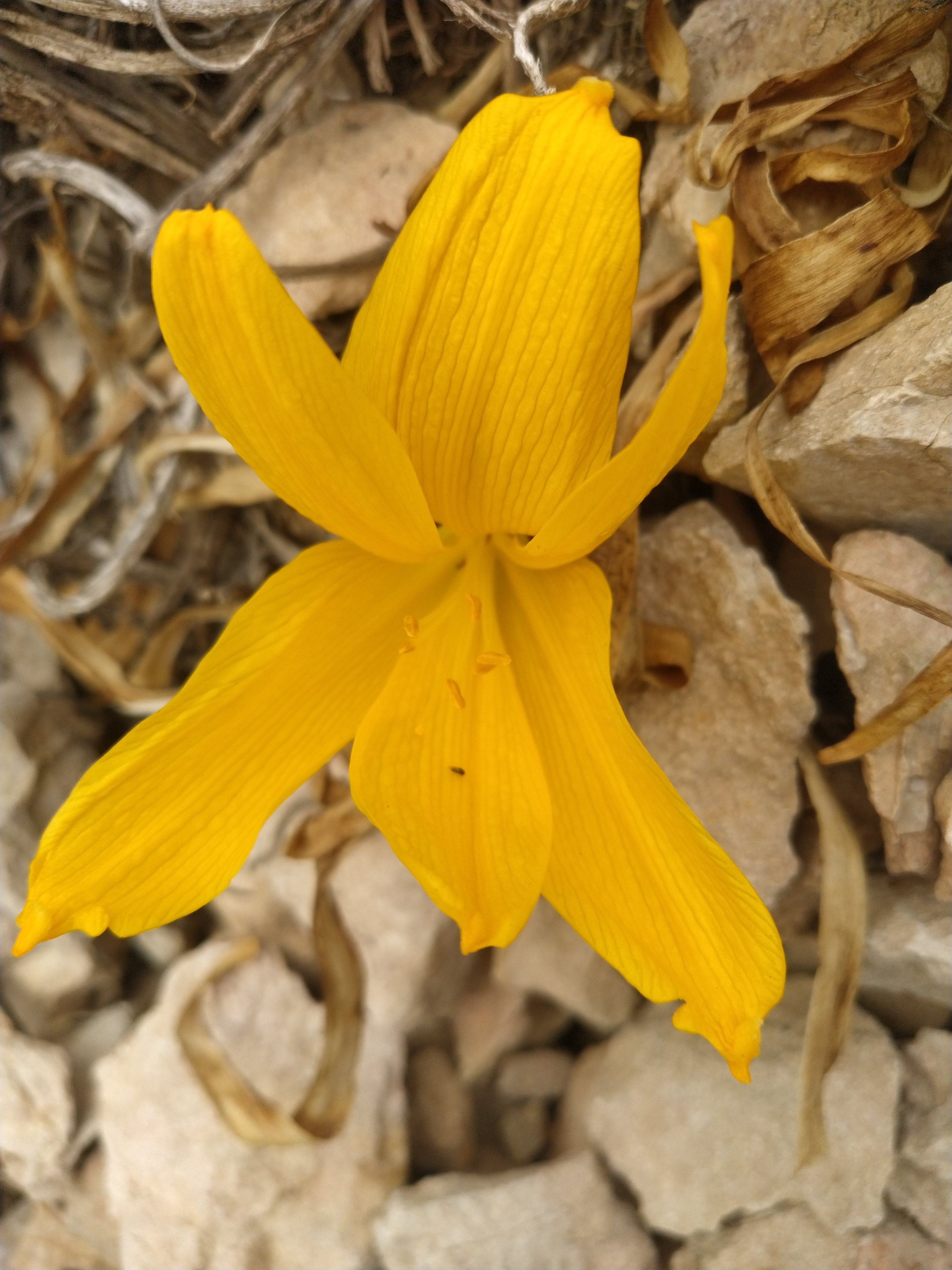
جام زرین کوروش در زاگرس
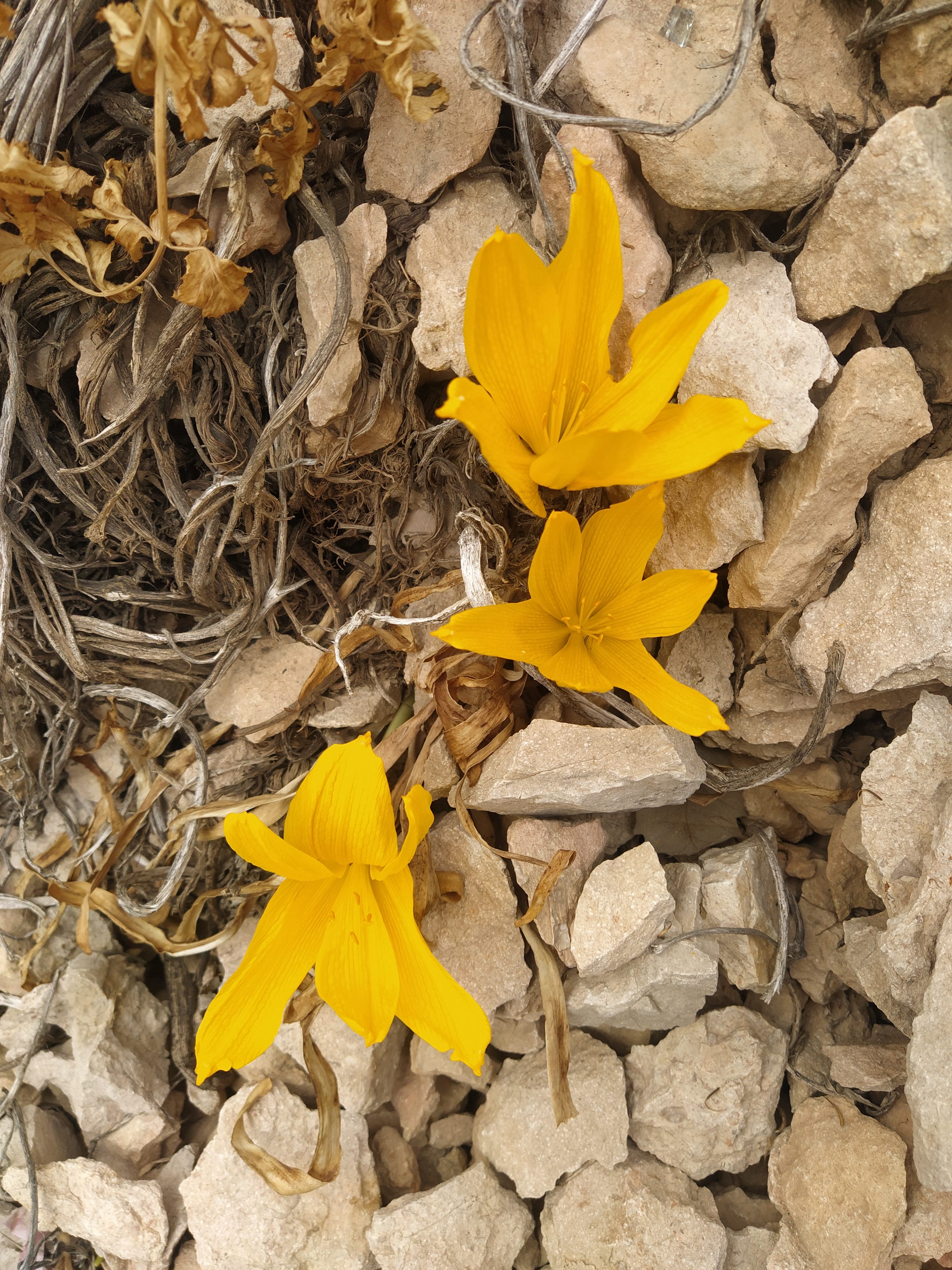
جام زرین کوروش در زاگرس
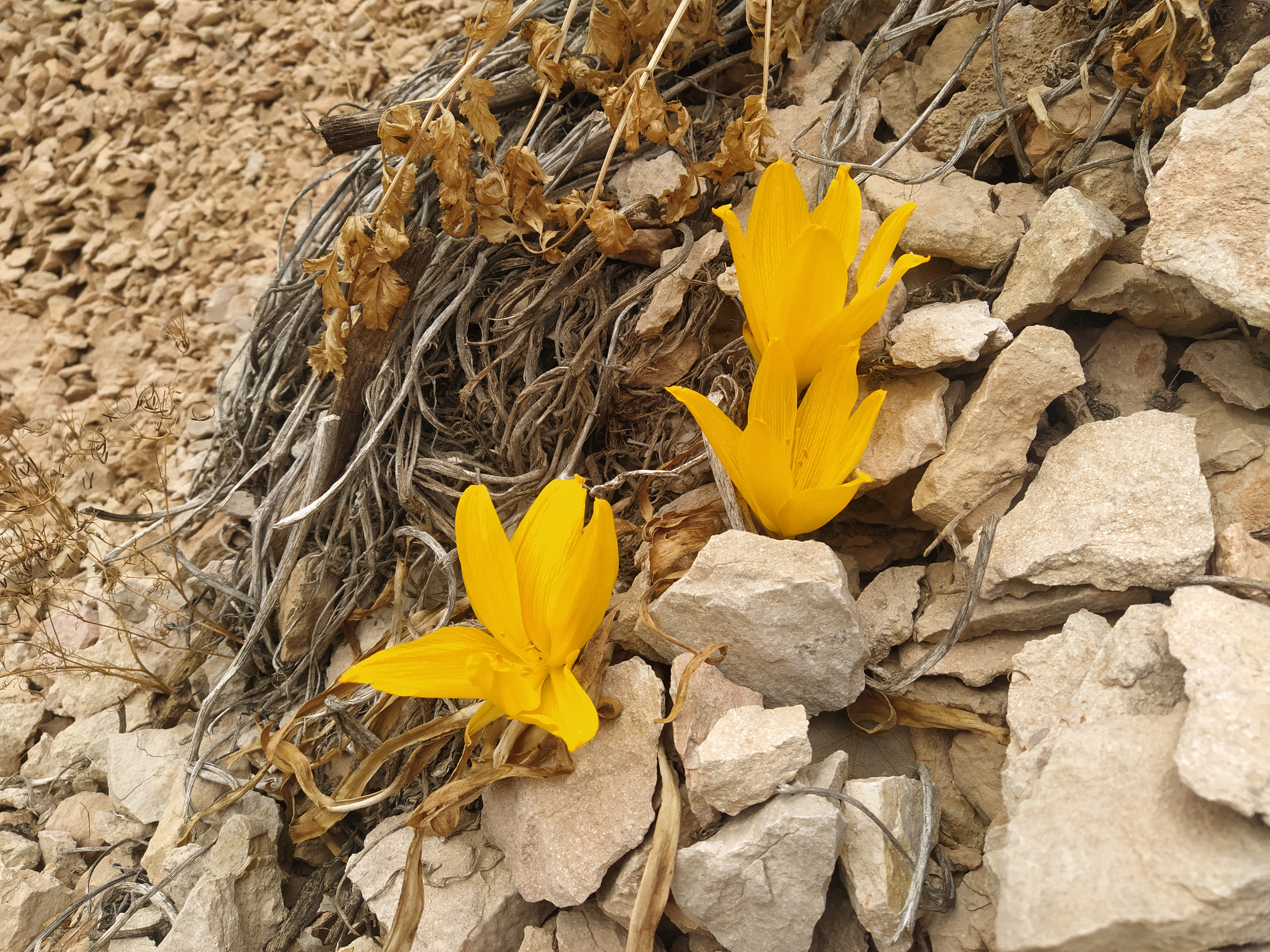
جام زرین کوروش در زاگرس